# جيرارد كينيدي (ممثل)
جيرارد كينيدي (بالإنجليزية: Gerard Kennedy) هو ممثل أسترالي، ولد في 8 مارس 1932 ببرث في أستراليا.

## أعمال

### مسلسلات
- الرياح العاتية

## وصلات خارجية
- جيرارد كينيدي على موقع IMDb (الإنجليزية)
- جيرارد كينيدي على موقع أول موفي (الإنجليزية)
- جيرارد كينيدي على موقع ديسكوغز (الإنجليزية)
- جيرارد كينيدي على موقع قاعدة بيانات الفيلم (الإنجليزية)